# Воног, Владимир Донатович
Владимир Донатович Воног (1899, дер. Скребели, Двинский уезд, Витебская губерния — 16 марта 1942, Ленинград) — советский футболист, судья. Заслуженный мастер спорта СССР (1934). Судья всесоюзной категории (1938).

## Биография
Начал играть в 1914 году в Петрограде в Путиловском кружке. Выступал в петроградских-ленинградских клубах «Путиловский кружок» (1917—1923), «Спартак» Московско-Нарвского р-на (1924), «Красный путиловец» (1925—1935).
Чемпион Ленинграда 1925 (о).
Входил в сборные Петрограда-Ленинграда (1922-28), РСФСР (1923-25).
Участник победной поездки «Красного путиловца» по Германии в 1927, сб. РСФСР в 1923 по Скандинавии, Финляндии, Германии и Эстонии.
Как игрок был отлично подготовлен физически. В игре выделялся азартом и работоспособностью, стойкостью.
В «44-х» (журнал «ФиС») — № 4 (1928).
Играл в хоккей с мячом. Защищал цвета сборных Ленинграда (1924-36) и РСФСР (1924-30). Играющий тренер ХК «Авангард» (Ленинград) — 1938-41 (под руководством Вонога команда стала финалистом Кубка СССР 1939 по хоккею с мячом). В 1936 году был включён в список 22 лучших игроков сезона.
Чемпион СССР по хоккею с мячом 1928; 2-й призёр 1933. Чемпион РСФСР 1924, 1926-28.
В 30-е стал судьей. В высшей лиге чемпионата СССР (1938-41) — 18 матчей.
В 1939 окончил ГДОИФК, также преподавал в данном институте. Активный организатор физкультурной работы на Кировском заводе, первым в СССР ввёл на заводе производственную гимнастику перед началом рабочего дня.
Погиб в блокадном Ленинграде. С 1952 хоккеисты Кировского завода разыгрывали кубок памяти В. Д. Вонога.